# 耶穌的血親
耶穌的血親（羅馬化：adelphoí，複數型為），又譯耶穌的兄弟，是指與耶穌有血緣關係的兄弟姐妹，其中最著名的是主的兄弟雅各。這個字首次見於三世紀的基督教會史學家塞克斯塔斯·朱利葉斯·阿弗里上納斯（Sextus Julius Africanus）所著作中。有些學者相信這些血親在早期基督教的耶路撒冷教會中扮演著重要角色。
但是天主教會反對這個說法，因為他們相信耶穌的母親，聖母瑪利亞，從來沒有發生過任何性行為（圣母卒世童贞），除了耶穌，她不曾生下其他後代。

## 字源
古希臘語：，羅馬化：adelphoí，是由相同的（a-）子宮（delphys）兩個單字組成。

## 耶穌的兄弟姐妹
在《馬可福音》及《馬太福音》中，記載了耶穌有四個兄弟，他們的名字分別是雅各、約西、猶大、西門。此外，他還有幾個姐妹，但是沒有被清楚的寫出來。根據新約偽典記載，耶穌的姐妹，被稱為瑪麗（Mary）與撒羅米（Salome）。
但是在歷史上，耶穌這些兄弟姐妹的記載卻很不清楚。其中，雅各，是記載最清楚的一位，保羅稱呼他是主的兄弟，而且是教會的柱石。《猶大書》的作者，使徒猶大，被人稱為雅各的兄弟，有可能就是耶穌的兄弟猶大。
公義者雅各的繼任者，耶路撒冷的西緬，學者如詹姆斯·塔波（James Tabor）等人，主張他可能就是耶穌的兄弟西門，也是十二使徒中的西門。

## 各種說法
偽典《雅各福音書》主張雅各等人是約瑟的前妻所生，是耶穌的異母兄弟，非由聖母瑪利亞所生，這個觀點被希臘東正教會接受。
耶柔米相信聖母瑪利亞是童貞無瑕的，同意《雅各福音書》的說法，但主張雅各等人是耶穌的表兄弟，或是堂兄弟，並不是同父所生。而且認為他與亞勒腓的兒子雅各是同一個人，也就是小雅各。這個說法被天主教會所接受。